# Marc Bottollier-Lasquin
Marc Bottollier-Lasquin (* 17. August 1979 in Annecy) ist ein ehemaliger französischer Skirennläufer. Seine Spezialdisziplin war die Abfahrt.

## Biografie
Bottollier-Lasquin bestritt seine ersten FIS-Rennen im Januar 1995, zwei Jahre später startete er erstmals im Europacup. Erste internationale Erfolge feierte er bei den Juniorenweltmeisterschaften 1999, wo er in der Abfahrt als bester Franzose den achten Platz belegte. Im Jahr 2000 erreichte er bei den Französischen Meisterschaften in der Abfahrt Platz zwei hinter Pierre-Emmanuel Dalcin.
Sein Debüt im Weltcup gab Bottollier-Lasquin am 9. Dezember 2000 in der Abfahrt von Val-d’Isère. Eine Woche später belegte er, ebenfalls in einer Abfahrt in Val-d’Isère, Rang 20 und holte erstmals Weltcuppunkte. Am 8. Dezember 2001 gelang ihm wieder in der Abfahrt von Val-d’Isère der 13. Platz, was für lange Zeit sein bestes Weltcupergebnis bleiben sollte. In den kommenden drei Saisonen erreichte er oftmals nicht die Weltcuppunkteränge.
In der Saison 2006/07 gelangen dem Franzosen wieder zwei gute Ergebnisse: Am 28. Dezember 2006 fuhr er in der Abfahrt von Bormio auf Platz elf und am 23. Februar 2007 kam er in der Abfahrt von Garmisch-Partenkirchen sogar auf Platz sieben – sein bestes Weltcupergebnis. Bei den Weltmeisterschaften 2007 in Åre belegte er als bester Franzose Platz 15. In der Saison 2007/08 konnte er jedoch nicht an diese Erfolge anschließen, er kam lediglich dreimal unter die besten 30.
Nachdem auch die Saison 2008/09 schlecht begonnen hatte, gab Bottollier-Lasquin nach der Abfahrt von Beaver Creek seinen Rücktritt vom aktiven Skirennsport bekannt. Insgesamt bestritt er in seiner Weltcupkarriere 60 Abfahrten, 20 Super-Gs und 3 Superkombinationen und nahm einmal an Weltmeisterschaften teil. Für Olympische Spiele konnte er sich aber innerhalb der französischen Mannschaft nie qualifizieren.

## Erfolge

### Weltmeisterschaften
- Åre 2007: 15. Abfahrt

### Weltcup
- 1 Platzierung unter den besten 10, weitere fünfmal unter den besten 20

### Europacup
- 3 Platzierungen unter den besten zehn

### Juniorenweltmeisterschaften
- Pra Loup 1999: 8. Abfahrt, 15. Slalom, 19. Super-G

### Weitere Erfolge
- Französischer Vizemeister in der Abfahrt 2000 und im Super-G 2004
- 2 Siege in FIS-Rennen (1× Abfahrt, 1× Slalom)